# What Remains of Edith Finch
What Remains of Edith Finch (deutsch: „Was von Edith Finch übrig bleibt“) ist ein 2017 erschienenes Videospiel, das vom US-amerikanischen Indie-Entwicklerstudio Giant Sparrow, zuvor durch The Unfinished Swan bekannt geworden, entwickelt und von dem Publisher Annapurna Interactive verlegt wurde. Erstmals der Öffentlichkeit vorgestellt wurde das Spiel 2014 bei der Messe PlayStation Experience, der erste Trailer folgte bei der Electronic Entertainment Expo 2015, bis es schließlich am 25. April 2017 veröffentlicht wurde. Während es auf anderen Plattformen ausschließlich als Download erhältlich ist, brachte der Vertriebspartner iam8bit das Spiel im Dezember 2017 als physische Disc-Version für PlayStation 4 auf den Markt. Im Juli 2019 erschien What Remains of Edith Finch für Nintendo Switch, eine Version für mobile Geräte mit iOS folgte im August 2021.
Im Spiel, einem Adventure in der Egoperspektive, erkundet man die Familiengeschichte der Finches, die durch zahlreiche tragische Todesfälle und Schicksalsschläge geprägt ist.

## Spielprinzip
Aus der Ich-Perspektive steuert man die Spielfigur Edith Finch und erkundet dabei den Familiensitz. Dabei stößt man immer wieder auf geheime Passagen. In den Zimmern ihrer toten Verwandten erfährt man mehr über deren Leben und deren Schicksal. Thematisch und spielerisch unterscheiden sich diese Erkundungen in die Vergangenheit deutlich. Kindliche Perspektiven und Fantasiewelten machen sich so auch spielerisch bemerkbar, wie auch Realitätsflucht und Paranoia.
Das Spiel ist kein Horrorspiel, sondern ein Adventure. Es gibt keine Kämpfe oder hektische Momente, ein Scheitern ist nicht möglich. Im Vordergrund stehen das Erkunden des Anwesens und die melancholische und mitunter surreale Handlung des Spiels. Die Spielzeit beträgt dabei rund zwei bis vier Stunden.
Den Soundtrack des Spiels stammt von Jeff Russo, der bereits die Musik der Fernsehserien Fargo, The Night Of und Power komponierte.

## Handlung
Die 17-jährige Edith Finch kehrt nach sieben Jahren in das Haus ihrer Familie auf Orcas Island in Washington zurück. 2010 verließ sie es überstürzt nachts zusammen mit ihrer Mutter. Edith Finch entstammt einer alten norwegischen Familie. In Norwegen war die Familie seit Jahrhunderten sowohl für ihren Wohlstand, als auch ihr Unglück bekannt. Nachdem Frau und Kind verstarben, wanderte Odin Finch 1937 nach Amerika aus, auch in der Hoffnung, den Familienfluch, der immer wieder zu tragischen Todesfällen führte, hinter sich lassen zu können.
Ihre Mutter vermachte Edith nach ihrem Tod einen Schlüssel, damit sie, inzwischen die letzte Überlebende der Finch-Familie, auf Wunsch den Familiensitz und die Familiengeschichte erkunden kann. Edith, in der 22. Woche schwanger, möchte darüber ein Tagebuch führen, einen Stammbaum erstellen und mehr über sich selbst erfahren. Dieses Buch möchte sie ihrem Kind hinterlassen.
Als Kind durfte Edith die meisten Zimmer des Hauses nicht betreten. Ihre Mutter versiegelte nach dem Tod eines Familienmitglieds dessen Zimmer. Edith erkundet so nach und nach das riesige Anwesen, um mehr über das Schicksal ihrer Brüder, ihrer Onkel und Tanten und Großeltern zu erfahren. Alle starben bei tragischen Unfällen oder unter mysteriösen Umständen.
Ein gutes Verhältnis bestand zwischen Edith und ihrer Urgroßmutter Edie. Diese sah einen etwaigen Familienfluch mit Gelassenheit, während Ediths Mutter mehr und mehr verzweifelte und dem Haus die Schuld daran gibt. Die Urgroßmutter möchte Edith die Familiengeschichte näher bringen, die panische Mutter unterband dies und floh mit ihrer Tochter aus dem Haus.
Edith erfährt schließlich die Umstände, unter denen ihre Verwandten zu Tode kamen. Sie hofft letztlich, dass ihr Kind das Buch nie zu Gesicht bekommt, damit sie diesem selbst die Familiengeschichte erzählen kann. Doch bei der Geburt ihres Kindes stirbt schließlich auch sie. Das Spiel endet damit, dass ihr Sohn, nun selbst der letzte überlebende Finch, Blumen auf ihrem Grab niederlegt.

## Rezeption
Von Kritikern wurde das Spiel sehr wohlwollend aufgenommen. So hält es bei Metacritic eine Bewertung von 88 Punkten, basierend auf 65 Kritiken. Jörg Luibl von 4Players kritisiert zwar den geringen Rätselanspruch, wie auch die kurze Spielzeit, lobt aber besonders die melancholische Grundstimmung des Spieles, sowie die surreale und kreative Erzählweise, wie auch das bewegende Ende. Paula Sprödefeld bezeichnet das Spiel in der PC Games als „Eine melancholische Perle des Geschichtenerzählens.“ und „Wunderschön!“ Zudem lobt sie die „fesselnde, emotionale Geschichte“ des „fast perfekten Spiels“.

„What Remains of Edith Finch ist das beste Erzählspiel der letzten Jahre. Die magische Traurigkeit erinnert an Ray Bradbury, das morbide Flair an Tim Burton, viele Motive an Jules Verne und alte Sagen – dabei dreht sich alles um rätselhafte Tode in einem Haus, das man wie ein Entdecker (…) erkundet. Die Entwickler demonstrieren auf eindrucksvolle Art, welche narrative Kraft in diesem Medium steckt, wenn man seine interaktiven Möglichkeiten mit einer guten Geschichte verwebt, wenn Entdeckungen in der Gegenwart in historische Rückblicke und Minispiele übergehen. Leider gibt es nur kleine Fingerübungen und keine anspruchsvollen Rätsel, aber die märchenhafte Erzählweise sorgt immer wieder für interaktive Überraschungen – man folgt in der Rolle einer 17-jährigen geheimen Wegen in die Vergangenheit der eigenen Familie, in der man ebenso surreale wie bewegende Kurzgeschichten aus der Perspektive der verstorbenen Verwandten erlebt. Man (…) erlebt eine zauberhaft inszenierte Geschichte weitab von emotionalem Kitsch, aber dennoch unheimlich bewegend. Falls sich jemand fragt, ob zwei Stunden für ein Spiel nicht viel zur kurz sind: Nein. Vor allem nicht, wenn man am Ende eine Träne verdrücken muss.“

„Aber Edith Finch lässt mich seine Welt nicht bloß erkunden und entdecken, wie es in einem Dear Esther oder Gone Home der Fall ist. Es lässt mich sie erleben. (…) Es setzt auf eine ganz besondere Art des Storytellings, die nur in Spielen möglich ist. Und genau das macht Edith Finch für mich so genial. Sein Anspruch ist nicht, mir einfach eine Geschichte zu erzählen. Ich soll tatsächlich spüren, was die Figuren in ihr erleben.“

„What Remains of Edith Finch ist eine Geschichte über den Tod, trotzdem steckt das Spiel voller Leben. In jedem der rund zehn Kapitel stellt uns das knappe aber intensive Grusel-Adventure von Giant Sparrow ein Mitglied der Familie Finch vor, inklusive dem viel zu frühen, tragischen Ende des Daseins. So entsteht ein ungewohnt emotionales und melancholisches Erlebnis, wie wir es nur selten in Videospielen vorfinden. (…) Ich weiß nicht, was ich erwartet habe, als ich What Remains of Edith Finch begann. Sicherlich nicht, dass ich danach 15 Minuten auf meiner Couch sitze und ins Leere starre. Das mit rund zwei Stunden recht kurze Adventure von den The Unfinished Swan-Machern Giant Sparrow schafft es nicht nur, mir seine Charaktere innerhalb kürzester Zeit so nahe zu bringen, dass ihr unweigerlicher Verlust tatsächlich ans Herz geht. Es gelingt außerdem, das ganze auf eine respektvolle, fast schon träumerische Weise zu tun. Der Tod von Kindern ist ein heikles Thema, von dem Spiele häufig Abstand nehmen. Zu viel kann schief gehen und zu leicht wird es kitschig oder pietätlos. What Remains of Edith Finch umgeht diese Fallen meisterlich, indem es uns nicht nur die Schattenseiten dieser kurzen Leben zeigt. Nein, What Remains of Edith Finch ist mit Sicherheit kein fröhliches Spiel. Allerdings ist es eines voll von bittersüßer Lebensfreude, das uns zeigt, wie kostbar die kurzen Momente sind, die uns mit den Menschen, die wir lieben, geschenkt werden. Es ist eine Erinnerung daran, dass wir nicht nur traurig sein sollen, wenn etwas ein Leben zu Ende geht, sondern dankbar, dass es überhaupt erst eine Chance bekommen hat.“

### Auszeichnungen
- Golden Joystick Awards 2017: drei Nominierungen (Spiel des Jahres, Bestes Indie-Spiel, Storytelling)
- The Game Awards 2017: Narration (nominiert als Bestes Independent-Spiel)
- DICE Awards 2018: Zwei Nominierungen (Handlung, Gamedesign)
- New York Game Awards 2018: Fünf Nominierungen (darunter Spiel des Jahres, Bestes Indie-Spiel und Handlung)
- National Academy of Video Game Trade Reviewers Awards 2018: Bestes Adventure, Beste Lichteffekte (drei weitere Nominierungen)
- SXSW Gaming Awards 2018: Exzellenz in Narration (nominiert für den Innovationspreis)
- Game Developers Choice Awards 2018: Handlung (nominiert für den Innovationspreis)
- British Academy Video Games Awards 2018: Bestes Spiel des Jahres (sechs weitere Nominierungen, darunter Gamedesign, Musik und Innovation)